# Joseph Johnson (Gouverneur)

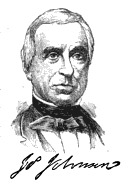
Joseph Johnson

Joseph „O Long“ Johnson (* 19. Dezember 1785 im Orange County, New York; † 17. Februar 1877 in Bridgeport, West Virginia) war ein US-amerikanischer Politiker und von 1852 bis 1856 Gouverneur des Bundesstaates Virginia. Außerdem vertrat er seinen Staat zwischen 1823 und 1847 mehrfach mit Unterbrechungen im US-Repräsentantenhaus.

## Frühe Jahre
Im Jahr 1791 kam Joseph Johnson mit seiner Mutter nach Belvidere in New Jersey. Im Jahr 1801 zog die Familie weiter nach Bridgeport, das damals Teil von Virginia war, heute aber zu West Virginia gehört. Dort wurde Johnson in der Landwirtschaft tätig. Während des Britisch-Amerikanischen Kriegs von 1812 war er Hauptmann einer Kompanie aus Virginia.

## Politischer Aufstieg
In den Jahren 1815 bis 1816 sowie zwischen 1818 und 1822 war Johnson Abgeordneter im Repräsentantenhaus von Virginia. Zwischen 1823 und 1827 war er erstmals für zwei Legislaturperioden Abgeordneter im US-Kongress. Damals wurde er Mitglied der von Andrew Jackson gegründeten Demokratischen Partei. Während dieser Zeit war er Vorsitzender des Ausschusses zur Kontrolle der Ausgaben für öffentliche Gebäude.
1826 verfehlte er seine Wiederwahl in dieses Gremium. Nach dem Tod von Philip Doddridge kehrte er zwischen dem 21. Januar und dem 3. März 1833 für kurze Zeit in das US-Repräsentantenhaus zurück. Nach einer zweijährigen Pause wurde er erneut in diese Parlamentskammer gewählt. Dieses Mal übte er sein Mandat drei Legislaturperioden lang zwischen dem 4. März 1835 und dem 3. März 1841 aus. In dieser Zeit war er Vorsitzender des Committee on Accounts. 1840 lehnte er eine neuerliche Kandidatur für den Kongress ab. Im Jahr 1844 war Johnson Delegierter auf dem Bundesparteitag der Demokraten, auf dem James K. Polk als Außenseiter überraschend zu deren Präsidentschaftskandidaten nominiert wurde.

## Weitere politische Laufbahn
Zwischen dem 4. März 1845 und dem 3. März 1847 war Joseph Johnson erneut Abgeordneter im US-Repräsentantenhaus. In dieser Zeit war er Vorsitzender des Ausschusses, der sich mit Ansprüchen aus der Zeit des Unabhängigkeitskriegs befasste. In den Jahren 1847 und 1848 war er Abgeordneter im Repräsentantenhaus von Virginia. Danach widmete er sich vorübergehend seinen landwirtschaftlichen Interessen. In den Jahren 1850 und 1851 war er Delegierter auf einer Versammlung zur Überarbeitung der Staatsverfassung von Virginia. Nach dieser Reform wurde der Gouverneur von Virginia direkt vom Volk und nicht mehr wie bisher von der Legislative gewählt. Johnson wurde 1851 der erste Gouverneur dieses Staates, der auf diese Weise in das höchste Amt seines Staates gewählt wurde. Er trat dieses am 1. Januar 1852 an und konnte es bis zum 1. Januar 1856 ausüben. In seiner Amtszeit wurde der Eisenbahnausbau, vor allem in den westlichen Teilen Virginias, vorangetrieben. Daneben wurde das Straßennetz erweitert.
Überschattet war seine Regierungszeit von dem nationalen Gegensatz zwischen den Nord- und den Südstaaten und der Frage der Sklaverei. Virginia lag an der Grenze der beiden Blöcke. Die innere Spaltung des Staates manifestierte sich später auch politisch: Der Westen erklärte sich unabhängig und trat unter dem Namen West Virginia der Union bei, während das restliche Virginia Teil der Konföderierten Staaten werden sollte und mit Richmond sogar deren Hauptstadt stellte. Nach dem Ende seiner Amtszeit zog sich Johnson aus der Politik zurück. Er starb im Februar 1877. Joseph Johnson war Onkel von Waldo P. Johnson, der zwischen 1861 und 1862 den Staat Missouri im US-Senat vertrat.